# IC 4634
IC 4634 ist ein Planetarischer Nebel im Sternbild Schlangenträger am Südsternhimmel, der schätzungsweise 7.500 Lichtjahre von der Sonne entfernt ist. Er hat eine punktsymmetrische, s-förmige Struktur, worin seine innere Hülle sich mit 20 km/s ausbreitet. Die innere Hülle zeigt eine intensive H-alpha-Emission, während die S-förmigen Bänder eine NII-Emissionlinie aufweisen.
Entdeckt wurde das Objekt 1894 von der amerikanischen Astronomin Williamina Fleming.